# Ellen Kuzwayo
Ellen Kate Kuzwayo, nacida Nnoseng Ellen Serasengwe (Thaba 'Nchu, 29 de junio de 1914-Soweto, 19 de abril de 2006) fue una política activista por los derechos de la mujer y anti-apartheid sudafricana. Fue también maestra de 1938 a 1952 y presidenta del Congreso Nacional Africano en los años 1960. Su autobiografía Call Me Woman ganó el Premio Literario de la Agencia Central de Noticias en 1985.

## Biografía
Educada en una escuela rural, estudió magisterio en el Adams College en Amanzimtoti y el Lovedale College en Fort Hare.
Se casó con Ernest Moloto, con el que tuvo dos hijos, pero huyó del domicilio familiar a Johannesburgo porque la maltrataba. Con su divorcio, se volvió a casar con Godfrey Kuzwayo en 1950.
Tras los disturbios de Soweto en 1976, fue la única mujer en el comité para organizar asuntos cívicos en Soweto. Por sus actividades, estuvo detenida cinco meses (1977-1978)
Al llegar Nelson Mandela a presidente en 1974, Kuzwayo fue miembro del parlamento a los 79 años, sirvió cinco.
Con la directora Betty Wolpert, realizó dos documentales: Awake from Mourning (1982) y Tsiamelo –– A Place of Goodness (1983)
Falleció a los 91 años por complicaciones de diabetes mellitus.

## Publicaciones
- 1985 : Call Me Woman
- 1990 : Sit Down and Listen
- 1998 : African Wisdom : a personal collection of Setowana Proverbs, proverbios con texto en inglés y setsuana.